# Табат
Табат (в верхнем течении — Арбатская) — горно-таёжная река Хакасии, правый приток реки Абакан.
Длина — 53 км, площадь водосбора 540 км². Протекает по территории Бейского района Хакасии. Исток — на северо-западном склоне Джойского хребта, устье — в 2 км к северу от села Усть-Табат.
Табат принимает около 30 малых рек и ручьёв, наиболее крупные: р. Чазрыг (20 км), р. Кандырла (44 км). Питание смешанное, с преобладанием снегового. Средний годовой расход воды 2,12 м³/с (гидропост в с. Табат).
В долине Табата расположено 6 населённых пунктов (Богдановка, Верх-Киндирла, Усть-Кандырла, Табат, Усть-Табат). Водные ресурсы используются на сельскохозяйственные нужды, в бытовых целях. Водопотребление на орошение и сельскохозяйственное водоснабжение составляет 8 % год. стока реки (7,5 млн м³).

## Притоки
- 15 км: Киндирла (Кандырла)
- 34 км: Манжелай (Манджелай)
- 40 км: Чазрыг (Чазрык)

## Данные водного реестра
По данным государственного водного реестра России относится к Енисейскому бассейновому округу. Речной бассейн реки — Енисей, речной подбассейн реки — Енисей между слиянием Большого и Малого Енисея и впадением Ангары, водохозяйственный участок реки — Енисей от Саяно-Шушенского гидроузла до впадения реки Абакан.